# VTG (Unternehmen)

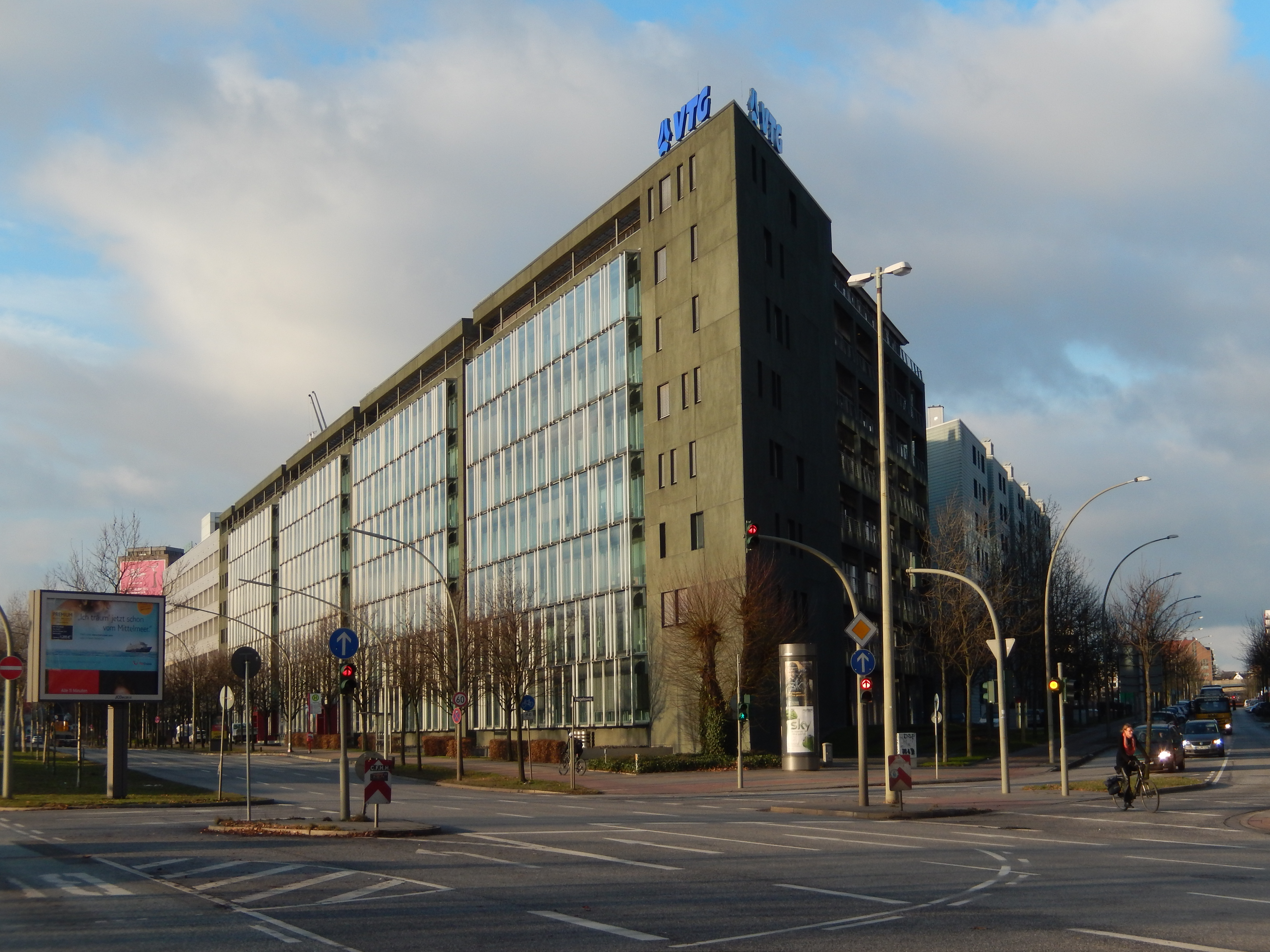
VTG-Zentrale in Hamburg

Die VTG GmbH mit Sitz in Hamburg ist ein internationales Eisenbahn-Logistik- und Waggonvermietunternehmen, das schwerpunktmäßig in Europa aktiv ist. 
Es ist in den Bereichen Waggonvermietung (einschließlich Waggonbau, -reparatur und -instandhaltung), Schienenlogistik und Tankcontainervermietung tätig. Zu den Kunden zählen 
Unternehmen aus der Chemie- und Mineralölindustrie sowie der Automobil-, Papier- und Verbrauchsgüterindustrie.
Mit 84.800 Güterwagen verfügt die VTG-Gruppe über die größte Wagenflotte Europas. Das Unternehmen beschäftigte 2025 über 2.100 Mitarbeitende, davon etwa 900 im Ausland.

## Geschichte
Die VTG-Gruppe geht auf den im Jahr 1951 gegründeten Staatsbetrieb VTG Vereinigte Tanklager und Transportmittel GmbH zurück. Diese ist aus Teilen der 1934 gegründeten reichseigenen Wirtschaftlichen Forschungsgesellschaft (WiFo) hervorgegangen. Diese Gesellschaft diente der Errichtung von Produktions- und Bevorratungsanlagen für Rohstoffe. Die 1951 auf Veranlassung der zuständigen Bundesbehörden gegründete VTG übernahm die bis dahin unter dem Namen der WiFo geführten Tanklager-, Kesselwagen- und Tankschiffbetriebe.
Die VTG wurde 1961 durch Verkauf an die Preussag privatisiert. Während der fast 45-jährigen Konzernzugehörigkeit konzentrierte sich die VTG auf den Geschäftsbereich Waggonvermietung, war aber auch – nach der Zusammenführung der Logistikaktivitäten von Lehnkering und Umbenennung in VTG-Lehnkering AG im Jahr 1998 – in der Binnenschifffahrt und im Tanklagergeschäft tätig. Ebenso gab es ein Engagement in der Bereederung von Bohrinselversorgern. Mittels Akquisitionen und Desinvestitionen wurde die Geschäftstätigkeit in der Folgezeit auf die drei Geschäftsbereiche Waggonvermietung, Schienenlogistik und Tankcontainerlogistik ausgerichtet. 2002 gab sich die Preussag den neuen Konzernnamen TUI. Die VTG-Aktivitäten wurden fortgeführt und ausgebaut. Die VTG übernahm im selben Jahr die europäischen Schienenlogistikaktivitäten der australischen Brambles-Gruppe und vergrößerte den Wagenpark um rund 23.000 Waggons. 2004 stockte das Unternehmen die Beteiligung an der Transpetrol auf 75 % auf (den Rest hält Kühne + Nagel). Im selben Jahr erfolgte der Verkauf der Bulk- und Speziallogistik und die Umfirmierung in VTG Aktiengesellschaft.
TUI verkaufte im Juni 2005 das Tochterunternehmen VTG an die Compagnie Européenne de Wagons, eine Gesellschaft, deren Anteile mehrheitlich von Fonds gehalten werden, die eine internationale Investmentgruppe um die El Vedado LLC von Wilbur Ross verwaltet. Bis 2006 erfolgte der Erwerb der Eisenbahngüterwagen- und Tankcontainerflotte der französischen Algeco, der OMV, der Schweizer Rexwal Finance, der Otto Wolff Railtrans und der ehemaligen schwedischen Nordwaggon. Im Jahr 2007 wurden die Anteile an der VOTG Tanktainer von 58,4 % auf 100 % aufgestockt. Von der ehemaligen Groupe Caib Auxifer kam deren schweizerischer Ableger ETRA Eisenbahn-Transportmittel ebenfalls zur VTG.
Mitte 2008 expandierte das Unternehmen auf den chinesischen Markt der Tankcontainerlogistik, indem das Joint-Venture der Tochtergesellschaft VOTG, die COSCO Logistics Peking die Hälfte der Anteile an dem Logistik-Dienstleister COSCO-Vopak Logistics Shanghai übernahm. Ende Juli 2008 übernahm VTG den Waggonbaubereich der insolventen Graaff-Gruppe in Elze.
Im April 2010 übernahm VTG die Rexwal-Gruppe mit 720 Güterwaggons und im Juli desselben Jahres erwarb das Unternehmen weitere 1100 Getreidewaggons vom französischen Schienenlogistikunternehmen TMF, an dem es sich auch beteiligte. Im April 2011 wurden weitere 300 Waggons vom italienischen Konkurrenten Sogerent übernommen. Damit reagierte VTG auf die sich verbessernde Wirtschaftsentwicklung und diversifizierte gleichzeitig die angebotenen Waggontypen. Anfang Juni 2011 expandierte VTG durch die Übernahme der finnischen Unternehmensgruppe Railcraft Oy mit 560 eigenen Kesselwagen auf das russische Breitspurnetz.
Ende 2011 verdoppelte die VTG den Waggonbestand in den USA, indem der Vermieter SC Rail Leasing America (SCRL) aus Collinsville (Illinois) mit mehr als 2000 Waggons übernommen wurde. Nach dem Erwerb von Texas Railcar Leasing Company (TRLX) mit 1000 Waggons Anfang 2008 konnte der Wagenbestand bereits bis 2010 verdoppelt werden. 2013 baute VTG ihr Schienenlogistikgeschäft in Europa weiter aus und gründete zusammen mit Kühne+Nagel (K + N) das Gemeinschaftsunternehmen VTG Rail Logistics, das eine Geschäftserweiterung in Richtung Russland und Balkan vorantreiben sollte. Der 30-Prozent-Anteil von K + N wurde mit Wirkung im Januar 2016 jedoch an VTG abgegeben.

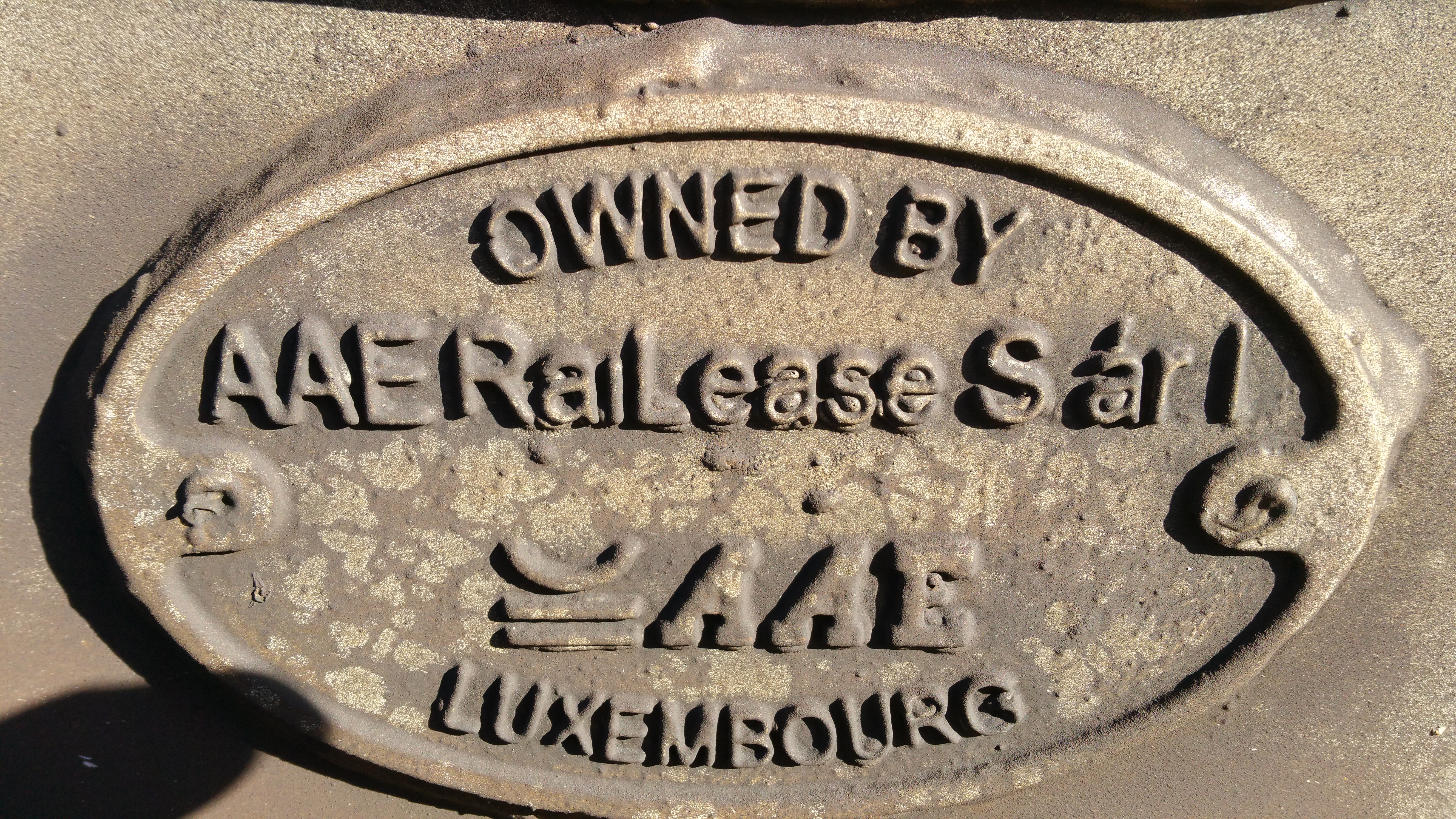
AAE-Plakette an einem Güterwagen

Im September 2014 wurde bekanntgegeben, dass die VTG die schweizerische AAE mit 30.000 Güterwagen übernimmt. Die Übernahme, die durch eine Kapitalerhöhung von 34 % finanziert wurde, konnte Anfang Januar 2015 abgeschlossen werden. Die neuen Aktien wurden vom Gründer der AAE, Andreas Goer, übernommen, der so mit 29 % größter Aktionär wurde. Diesen Anteil von 29 % am Grundkapital der VTG veräußerte Andreas Goer 2016 an Morgan Stanley Infrastructure, die damit vor der Kühne Holding (20 %) und der Joachim Herz Stiftung (10 %) der größte Anteilseigner der VTG wurde.
Durch die Übernahme der Kühne-Anteile im Juli 2018 erreichte der Morgan-Stanley-Anteil knapp 50 %.
Das daraufhin im Juli 2018 unterbreitete Übernahmeangebot der Warwick Holding, einer Unternehmenstochter von Morgan Stanley, in Höhe von 53 Euro pro Aktie wurde von der VTG den Aktionären wegen mangelnder Werthaltigkeit nicht zur Annahme empfohlen. Dennoch hielt Morgan Stanley nach dem Übernahmeangebot nach dem Ende der weiteren Annahmefrist im Dezember 2018 insgesamt 70,6 % des Kapitals.
2019 erwarb der kanadische Pensionsfonds Ontario Municipal Employees Retirement System (OMERS) eine zunächst 25 % umfassende, bis 2022 auf 27,5 % aufgestockte Beteiligung an VTG von Morgan-Stanley. Ende Juni 2022 wurde bekanntgegeben, dass die bisher durch die Joachim Herz Stiftung gehaltenen Anteile (zuletzt 15 %) sowie alle durch die Morgan-Stanley-Tochterfirma Deodoro Holding gehaltenen Aktien an ein Konsortium der Global Infrastructure Partners (GIP) und der Abu Dhabi Investment Authority (ADIA) verkauft werden. GIP und ADIA halten damit 72,5 % des Unternehmens, OMERS die übrigen 27,5 %.
Im Juli 2017 wurde eine Vereinbarung über den Erwerb sämtlicher Anteile an der CIT Rail Holdings (Europe) SAS, Paris unterzeichnet. Anfang Oktober 2018 teilte VTG die Übernahme der CIT Rail Holdings und der zugehörigen Nacco-Gruppe mit 11.000 Güterwagen mit. Deren restliche 3000 Güterwagen mussten aus kartellrechtlichen Gründen bereits im Oktober an ein Bieterkonsortium aus dem Schweizer Waggonvermieter Wascosa  und der Aves One (Hamburg) abgegeben werden.
Mitte der 2010er-Jahre wurde ein neuer Typ Kesselwagen zum Transport von LNG entwickelt. Im April 2016 fand die erstmalige Beladung des Wagens  mit LNG im Brunsbütteler Elbehafen statt. Nach Einrichtung eines LNG-Importterminals in den 2020er-Jahren sollen solche Kesselwagen den Weitertransport mit der Eisenbahn ermöglichen.
Im Dezember 2022 teilte der Konzern in einer Pressemitteilung mit, nach dem Delisting der Aktie von der Börse im Jahr 2019 die Geschäftsform in eine Gesellschaft mit beschränkter Haftung zu ändern. Der entsprechende Eintrag ins Handelsregister erfolgte am 9. Dezember 2022. Die bisherigen Vorstände wurden zu Geschäftsführern. Anstelle des Aufsichtsrats existiert nun ein Beirat.

## Kennzahlen
| Gesellschaften der VTG-Gruppe (konsolidierte Gruppengesellschaften) | 2006   | 2011   | 2016 | 2021   |
| Anzahl Beschäftigte                                                 | 795    | 1170   | 1443 | 2150   |
| Umsatz (Mio. Euro)                                                  | 519    | 750    | 987  | 1221   |
| Anzahl eingesetzter Eisenbahngüterwagen                             | 47.000 | 53.800 |      | 88.500 |
| Anzahl eingesetzter Tankcontainer                                   | 4500   | 9900   |      | 5000   |

## Börse
Ab Juni 2007 war VTG im Prime Standard der Frankfurter Wertpapierbörse notiert. Größter Aktionär war zu dem Zeitpunkt mit etwa 54 % die Compagnie Européenne de Wagons. Nach knapp einem Jahr wurde VTG im September 2008 in den Auswahlindex SDAX aufgenommen; musste diesen Platz allerdings zwischen dem März und Dezember 2014 vorübergehend wieder räumen.
Nach der Übernahme der Mehrheit von VTG durch Morgan Stanley im Dezember 2018 wurde der Börsenhandel im regulierten Markt eingestellt, nachdem diese im April 2019 ein freiwilliges Übernahmeangebot abgegeben hatte mit der Absicht eines Delistings (und danach nur noch im Freiverkehr der Hamburger Börse gehandelt wurde). Im September 2021 beschloss die Hauptversammlung einen Squeeze-out, durch den die restlichen etwa 3½ % Streubesitz auf den Großaktionär übergehen und der Börsenhandel somit endgültig beendet wird. Am 12. Dezember 2022 wurde bekannt gegeben, das Unternehmen zukünftig als GmbH weiterzuführen. Damit endet nach über 18 Jahren das Führen der Geschäfte als börsennotiertes Unternehmen.

## Leistungen

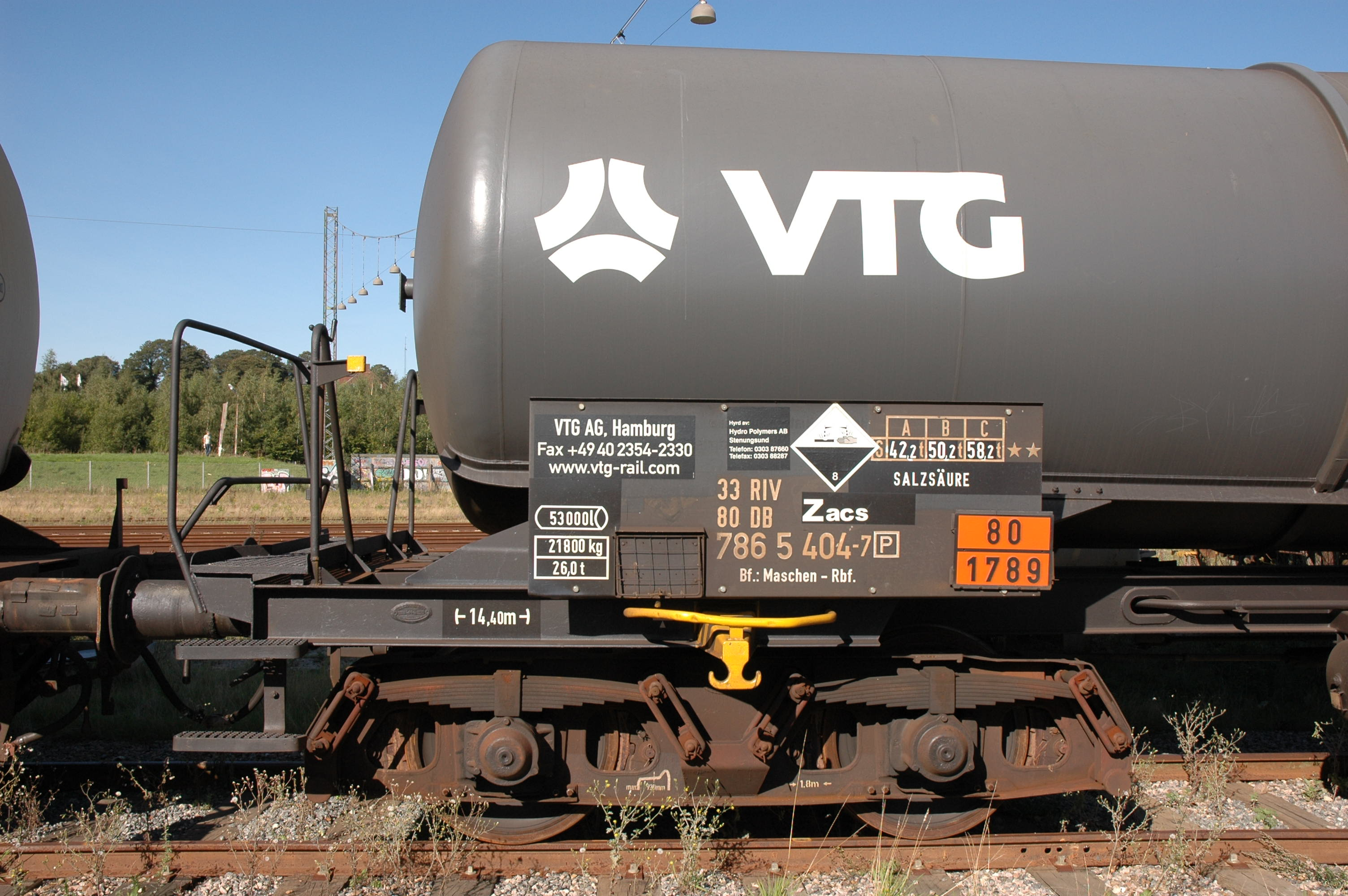
Waggonvermietung

### Waggonvermietung
In der Waggonvermietung setzt VTG europaweit einen Wagenpark von über 84.000 Eisenbahngüterwagen ein. Insgesamt werden etwa 1.000 Waggontypen verwendet. Der Schwerpunkt liegt bei Kessel- und Großraumgüterwagen sowie Flachwagen. In Europa ist der Wagenpark der VTG-Gruppe die größte private Flotte. VTG bietet neben der Vermietung von Eisenbahngüterwagen auch die Bewirtschaftung, technische Betreuung, Verwaltung und Instandhaltung fremder Waggonparks an. Ferner verfügt VTG über eigene Waggonbaukapazitäten sowie vier Reparaturwerke in Deutschland, Frankreich und der Slowakei. Darüber hinaus ist VTG zu 50 % an dem Schweizer Vermieter Transwaggon beteiligt.

### Schienenlogistik
In der Schienenlogistik transportiert VTG insbesondere Mineralöl- und Chemieprodukte, Flüssiggase sowie Massen- und Stückgüter im Einzelwagen- und Ganzzugverkehr. In diesem Segment arbeitet VTG mit einem Netz nationaler und internationaler Partner zusammen, nutzt aber auch den eigenen Wagenpark. In der Schienenlogistik ist VTG in Deutschland, Italien, Frankreich, Spanien, Polen, Österreich, Ungarn und in der Ukraine vertreten. Im Jahr 2012 trat die VTG erstmals als Eisenbahnverkehrsunternehmen (EVU) auf, indem sie als Traktionär die damalige Tochtergesellschaft Transpetrol benutzte.

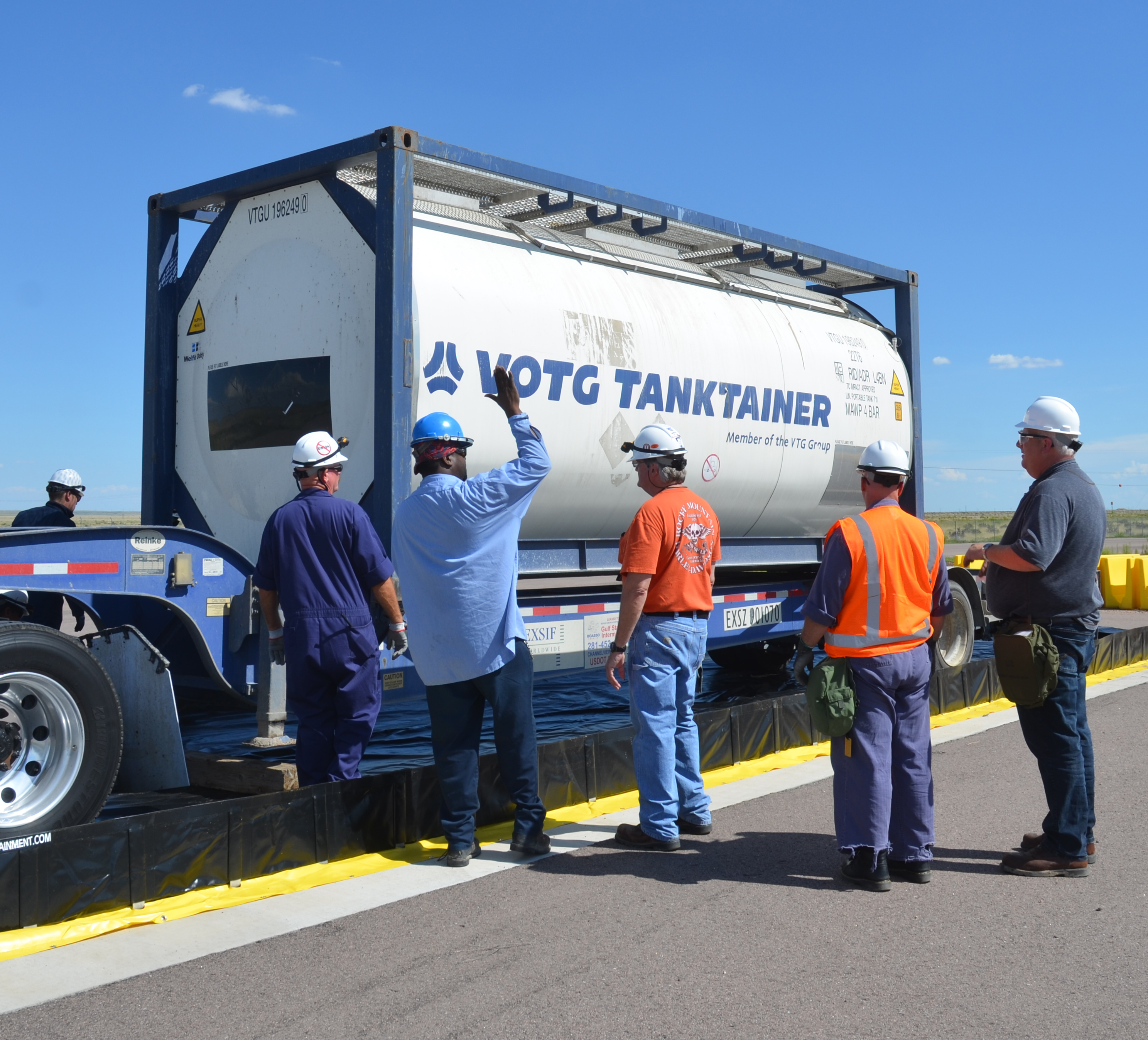
Tankcontainer

### Tankcontainerlogistik
In der Tankcontainerlogistik besitzt VTG eine Flotte von etwa 5.000 Tankcontainern, die sich von einem zum anderen Verkehrsträger umladen lassen. Weltweit werden vor allem flüssige und temperaturgeführte Produkte der Chemie-, Mineralöl- und Druckgasindustrie transportiert.
Angesichts der sich verschärfenden Marktsituation wurde das Transport- und Speditionsgeschäft von Tankcontainern zum Ende des ersten Halbjahrs 2023 aufgegeben. Hiermit verbunden war „auch die Schließung der ausländischen Tochtergesellschaften mit Ausnahme des Joint Ventures Shanghai COSCO VTG Tanktainer Co., Ltd.“.

## Auszeichnungen
Die VTG AG ist im Jahr 2018/2019 (gemeinsam mit dem BMVI und der DB Cargo) für die Entwicklung des „Innovativen Güterwagen“ mit dem Innovationspreis des Privatbahn Magazins ausgezeichnet worden.